# Папков, Сергей Прокофьевич
Сергей Прокофьевич Папков (7 октября 1910 — 3 октября 1997) — советский и российский химик и физикохимик, известный работами в науке о полимерах, в особенности по полимерным волокнам, студням и жидким кристаллам.

## Биография
С 1925 года — лаборант на заводе «Динамо».
В 1934 году окончил Военно-химическую академию и начал работу в Научно-исследовательском институте искусственного волокна (НИИВ), где продолжал исследования 42 года.
Папков — автор ряда статей в БСЭ («Стеклование полимеров», «Деструкция полимеров», «Теплостойкость и термостойкость полимеров»).
Публикации Папкова, изданные, в основном, в СССР, были предметом внимания военной разведки США.
Умер в 1997 году. Похоронен на Хованском кладбище.

## Научные труды

### Молекулярная природа растворов полимеров
Несмотря на то, что уже в 1920 году Г. Штаудингер опубликовал макромолекулярную теорию строения полимеров, до 30-х годов включительно в науке сохранялось мнение, что полимеры могут существовать и в виде мицеллоподобных связок нецепных молекул (в частности, такого мнения придерживались Г. Ф. Марк и Ф. Эйрих).
В 1937 году Папков, В. А. Каргин и З. А. Роговин показали (работа была развита и в дальнейших публикациях), что растворы полимеров подчиняются правилу фаз Гиббса, откуда делался вывод об их молекулярной природе. Эти исследования сыграли важную роль в науке, они цитировались в ключевых работах П. Флори, А. И. Опарина, Р. Хаувинка и др.

### Переработка растворов полимеров в волокна
С. П. Папков и его сотрудники применяли результаты своих фундаментальных исследований и в приложениях, разработав методы переработки растворов полимеров в волокна (гидратцеллюлозные, а также синтетические, высокопрочные термостойкие).

## Награды
- Герой Социалистического Труда, 1981
- Государственная премия СССР, 1985